# Natastor
Natastor je venezuelská thrash/death metalová kapela z města La Guaira založená roku 1991. Mezi její témata patří rouhání a zkáza.
Stejnojmenné debutové studiové album Natastor vyšlo v roce 2005.

## Diskografie

### Dema
- Blasfemia (1993)
- Juicio final (1996)
- Rehearsal Demo 1998 (1998)

### Studiová alba
- Natastor (2005)
- Legiones de terror (2015)

### Singly
- Regreso del Abismo (2007)
- Servant of Darkness (2011)

### Kompilace
- 1992–1996 (2004) – znovuvydání dema Juicio final z roku 1996

### EP
- Regreso del abismo (2013)
- Thrash Attack (2016)
- Nación (2019)